# Nicolò Tinebra Martorana
(Leonardo Sciascia, “Le parrocchie di Regalpetra”)
Nicolò Tinebra Martorana (Racalmuto, 10 giugno 1875 – Serradifalco, 1921) è stato uno storico italiano.

## Biografia
Nato e cresciuto a Racalmuto, frequentò il Regio Liceo-Ginnasio di Girgenti, allora intitolato a Domenico Scinà. La residenza in città durante gli anni da studente gli facilitò l'accesso alla Biblioteca Lucchesiana, dove approfondì la sua passione per la storia.
Terminati gli studi liceali, si iscrisse alla facoltà di medicina presso l'Università "Federico II" di Napoli. Successivamente, aggiunse al proprio cognome quello della madre, Martorana.

### Racalmuto, memorie e tradizioni
(Leonardo Sciascia)
Nel 1897 pubblicò "Racalmuto: memorie e tradizioni", il primo libro a narrare la storia del paese. Per tale opera, si documentò sugli archivi del barone Luigi Tulumello, alla cui famiglia era molto legato: lo stesso gli permise infatti di continuare gli studi, nonostante le sue difficoltà economiche.
L'opera fu da egli stesso definita una "breve raccolta di notizie"; nel 1982, fu ristampata con il patrocinio del Comune di Racalmuto e una prefazione di Leonardo Sciascia.
Lo stesso Sciascia, che aveva letto il libro in età giovanile, lo utilizzò spesso come fonte per le sue opere, tra cui Le parrocchie di Regalpetra, Morte dell'inquisitore ed Il consiglio d'Egitto.
Nel 2012, ne sono state ritrovate alcune poesie che datano dal 1891 al 1895.

## Opere
- Racalmuto: memorie e tradizioni, Girgenti, 1897
- Il linguaggio del mio core è in queste rime, Youcanprint, 2012

## Nella cultura di massa
- Al Tinebra Martorana è stata intitolata una via di Racalmuto